# Pays de Conques
Le Pays de Conques est une région naturelle de France située au centre du Massif central, dans le département de l'Aveyron.

## Géographie

### Situation
Le Pays de Conques est entouré par les régions naturelles suivantes :
- Au sud  par le Vallon de Marcillac
- À l'ouest par le Bassin de Decazeville-Aubin
- À l'est par la Viadène
- Au nord par la vallée du Lot et la Châtaigneraie.

### Communes du Pays de Conques
- Conques-en-Rouergue
- Saint-Félix-de-Lunel
- Sénergues

## Liens
Site officiel de l'Office de Tourisme Conques-Marcillac